# 丹尼尔·班查利
丹尼尔·班查利（Daniel Benzali；1950年1月20日—）是一个巴西裔美国舞台、电视和电影演员。

## 生活和事业
班查利出生在里约热内卢，母亲李是一位厨师，父亲卡洛·班查利是一个推销员，同时也是纽约意第绪语戏剧院的演员。他的家人是巴西的犹太人。班查利是三个孩子中的第二个孩子。1953年他移居美国，并在纽约布鲁克林长大。
班查利是个戏剧演员，曾經加入英国的皇家莎士比亞劇團。在1985年他在詹姆斯邦德电影《雷霆杀机》中扮演角色W.G. Howe，加州的石油和煤矿主管，工作地点在旧金山市政厅。他於戲中在办公室被马克斯·佐林枪杀（克里斯托弗·沃肯饰演）。
这个角色后，他开始在许多电视剧中客串或主演，包括：《星际迷航：下一代》、《X档案》、《纽约警察局重案组》和《洛杉矶法律》。《洛杉矶法律》的制片人史蒂文·布奇柯对班查利的表现印象深刻，并让他继续担任1995年电视剧《谋杀》的主演，在其中扮演律师泰德·霍夫曼。他因为这个角色获得了金球奖提名。班查利主演电视剧《特工代理》，以及电影如《黎明的光》（1990年）、《1600谋杀》（1997年）和《灰色地带》（2001年）等。